# August Campe
Franz August Gottlob Campe (* 28. Februar 1773 in Deensen; † 22. Oktober 1836 in Hamburg) war ein deutscher Buchhändler und Verleger.

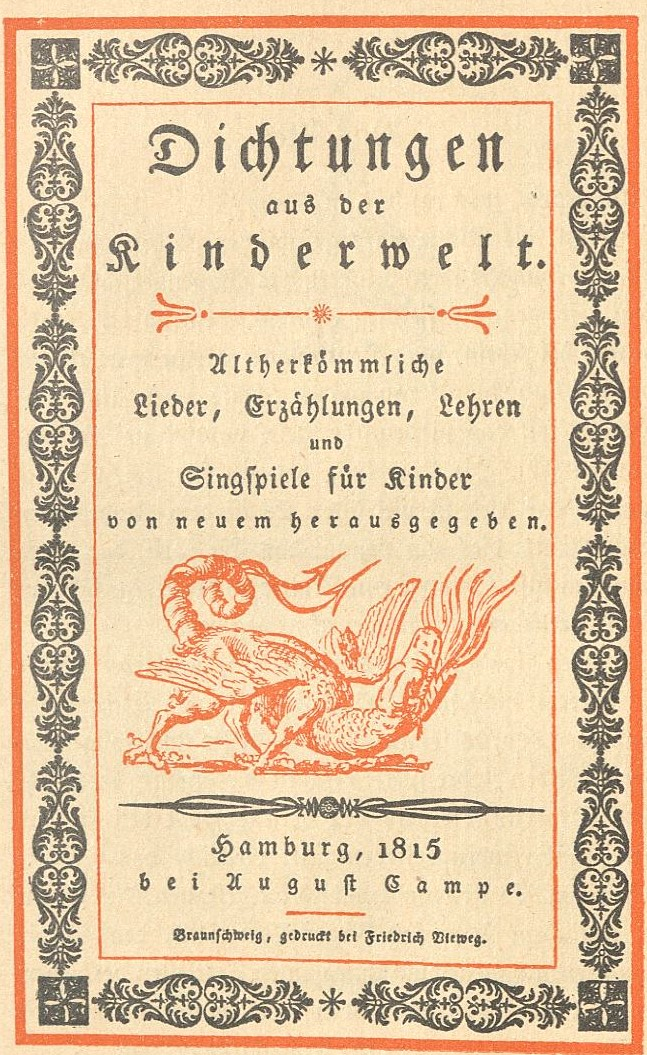
Dichtungen aus der Kinderwelt (1815)

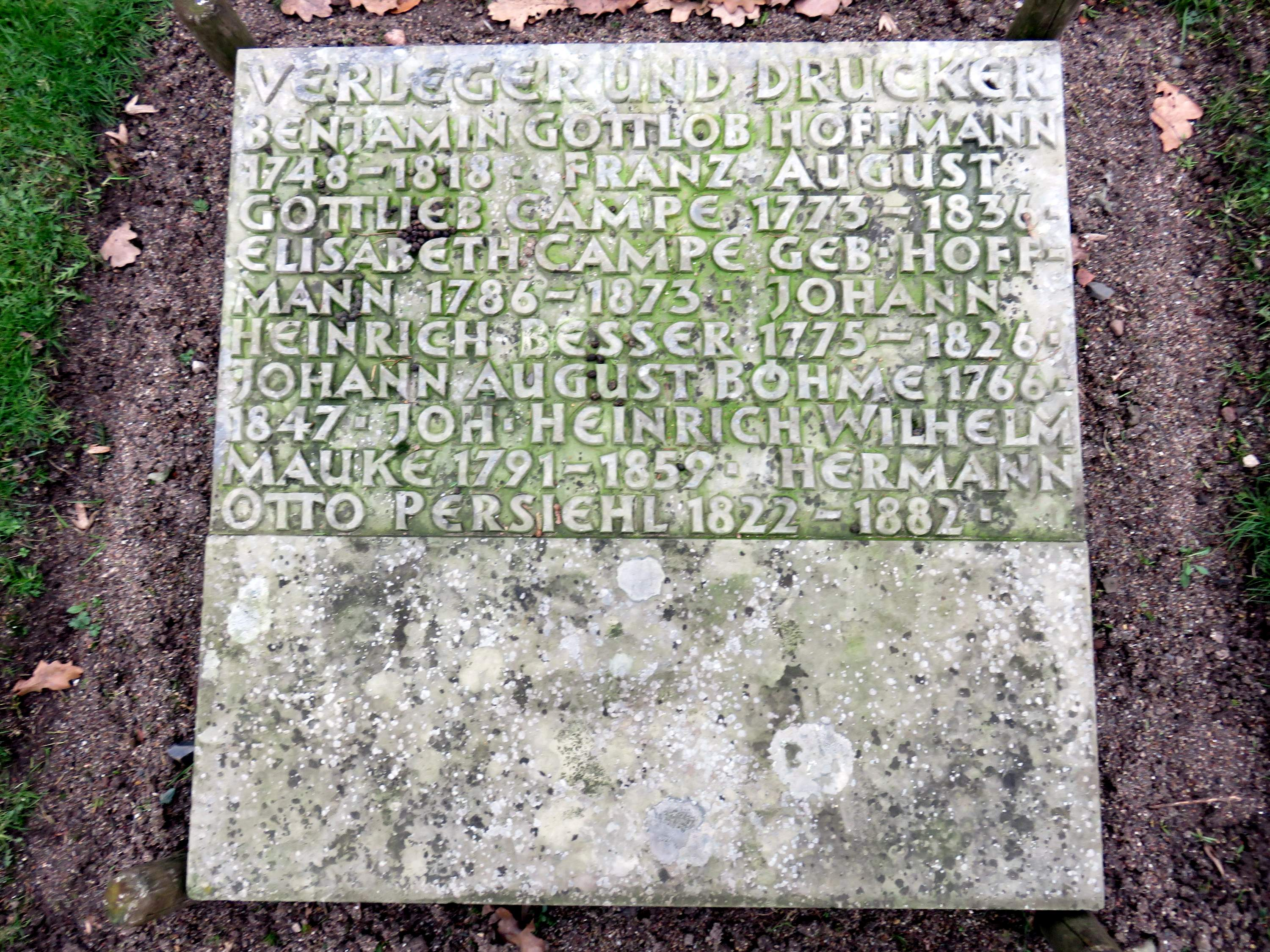
Grabmaltafel Althamburgischer Gedächtnisfriedhof Ohlsdorf

## Leben
August Campe wurde als Sohn des Justiziars Friedrich Heinrich Campe geboren. Der Braunschweiger Verleger Joachim Heinrich Campe war als jüngerer Bruder seines Vaters sein Onkel. August Campe strebte frühzeitig die Tätigkeit als Buchhändler an und ging ab 1789 bei seinem Onkel in Braunschweig in die Lehre. 1799 kam er zur weiteren Ausbildung nach Hamburg, wo er von Freunden seines Onkels wie dem Buchhändler und Verleger Benjamin Gottlob Hoffmann, Friedrich Gottlieb Klopstock, Johann Albert Heinrich Reimarus und Sieveking gefördert wurde. Im gleichen Jahr reiste er nach Paris und kehrte von dort 1800 über Weimar, wo er Goethe besuchte, zurück. In Hamburg gründete er gemeinsam mit seinem Bruder August Friedrich Campe (1777–1848) eine Buchhandlung. Als Verleger gab er Napoleon Bonapartes Tagebuch aus Egypten in eigener Übersetzung heraus. 
1806 heiratete Campe die Tochter Elise (1786–1873) seines Kollegen Benjamin Gottlob Hoffmann. Mit diesem schloss er sich 1810 unter Firma Hoffmann & Campe zusammen und übernahm die alleinige Leitung des gemeinsamen Verlags, da Hoffmann sich in der Hamburger Franzosenzeit durch Unvorsichtigkeiten selbst in Gefahr gebracht hatte und die französische Zensur sich negativ auf wirtschaftliche Lage des Buchhandels in ganz Deutschland auswirkte. Er übernahm den Verlag 1818 als Alleininhaber. Nach den Befreiungskriegen nahm das Geschäft einen erheblichen Aufschwung und August Campe entschied sich 1823, den Sortimentsbuchhandel und die Firma Hoffmann & Campe an seinen Bruder Julius Campe zu übertragen. Er blieb jedoch weiter unter seinem Namen als Verleger tätig. 
Wie sein Kompagnon Hoffmann war Campe Freimaurer; er wurde 1805 Mitglied der Hamburger Loge Ferdinand zum Felsen.
Im Bereich des Althamburgischen Gedächtnisfriedhofs des Ohlsdorfer Friedhofs wird auf dem Sammelgrabmal Verleger und Drucker an Franz August Gottlob Campe und seine Ehefrau Elisabeth Campe geb. Hoffmann erinnert (zusammen mit u. a. Benjamin Gottlob Hoffmann, Johann Heinrich Besser, Johann Wilhelm Mauke).